# Вакейруш (Алкотин)
Вакейруш (порт. Vaqueiros) — район (фрегезия) в Португалии, входит в округ Фару. Является составной частью муниципалитета Алкотин. По старому административному делению входил в провинцию Алгарве (регион). Входит в экономико-статистический субрегион Алгарве, который входит в Алгарве. Население составляет 693 человека на 2001 год. Занимает площадь 145,63 км².
Покровителем района считается Апостол Пётр (порт. São Pedro).